# (22302) 1990 OG4
(22302) 1990 OG4 là một tiểu hành tinh vành đai chính. Nó được phát hiện bởi Henry E. Holt ở Đài thiên văn Palomar ở Quận San Diego, California, ngày 24 tháng 7 năm 1990.